# فيكتوريا أتكينز
فيكتوريا ماري أتكينز (بالإنجليزية: Victoria Atkins)‏ (وُلدت في 22 مارس 1976) سياسية بريطانية من حزب المحافظين. انتُخبت للمرة الأولى كعضو في البرلمان عن دائرة لاوث وهورنكاسل في الانتخابات العامة في مايو من عام 2015. قبل عملها في السياسة، كانت محامية متخصصة في مجال الاحتيال.

## نشأتها ومسيرتها المهنية فيالقانون
ولدت فيكتوريا ماري أتكينز في 22 مارس 1976 في لندن. هي ابنة السير روبيرت أتكينز، العضو السابق في البرلمان عن حزب المحافظين وفي البرلمان الأوروبي، والسيدة دولسي أتكينز العضو في حزب المحافظين. في عمر الثالثة شُخصت بمرض السكري من النوع الأول. نالت أتكنيز تعليمًا خاصًا في مدرسة أرنولد، وهي مدرسة مستقلة مختلطة في بلاكبول في لانكشاير.
درست أتكينز القانون في جامعة كوربوس كريستي، كامبريدج. 
سُمح لأتكينز بالدفاع في المحكمة (المعبد المتوسط) في عام 1998. عملت كمحامية في مجال الاحتيال في لندن. 

## المسيرة السياسية
في نوفمبر من عام 2012 ترشحت أتكينز دون أن تنجح في أول انتخابات لمنصب مفوض الشرطة والجريمة لمنطقة شرطة جلوسيسترشاير. برغم أنها فازت بأصوات تفضيلية في البداية، فقد هُزمت من قبل مارتين سورل (مستقل) في الأصوات التفضيلية الثانية. ورشحت أيضًا للمقعد الآمن في سالزبوري في عام 2010. 

## المسيرة البرلمانية
اختيرت أتكينز على حساب ثلاثة آخرين في يوليو 2014 كمرشحة لحزب المحافظين عن دائرة لاوث وهورنكاسل، في اجتماع (يشير إليه الحزب ب«الانتخابات المفتوحة») لنحو 200 من أعضاء الحزب المحليين في سبيلسبي. وهو مقعد آمن لحزب المحافظين: يحتفظ الحزب بجميع مناطق المقعد منذ عام 1924 دون انقطاع. عرفها رئيس الوزراء الأسبق جون ميجور الذي دعم حملتها الانتخابية البرلمانية الأولى «منذ أن وُلدت». 
بعد أن أصبحت عضوًا في البرلمان عن دائرة لاوث وهورنكاسل في الانتخابات العامة لعام 2015، عُينت أتكينز كعضو في لجنة اختيار الشؤون الداخلية في يوليو من عام 2015. 
في يناير 2016، اقترح حزب العمال دون نجاح تعديلًا في البرلمان كان من شأنه أن يطلب من أصحاب الأراضي الخاصين أن يجعلوا بيوتهم «صالحة للسكن البشري». وفقًا لسجل المصالح في البرلمان، كانت أتكينز واحدًا من 72 نائبًا من حزب المحافظين صوتوا ضد التعديل ممن كانوا قد حصلوا شخصيًا على دخل من تأجير العقارات. ردت حكومة المحافظين على التعديل بأنها تعتقد أن المنازل يجب أن تكون صالحة للسكن البشري غير أنها لا تريد تمرير القانون الجديد الذي يتطلب ذلك صراحة. عارضت أتكينز خروج بريطانيا من الاتحاد الأوروبي قبل استفتاء عضوية الاتحاد الأوروبي لعام 2016، إلا أنها صوتت باستمرار لصالح إجراء استفتاء. 
بعد الاستفتاء، صوتت لصالح تفعيل المادة 50 في فبراير من عام 2017. في الانتخابات العامة لعام 2017، احتفظت بالمقعد بنسبة 63.9% من الأصوات وبأغلبية متزايدة. 
في يونيو 2017، عُينت أتكينز وزيرة مبتدئة. بعد استقالة بريتي باتيل من منصب وزيرة التنمية الدولية، حلّت محل سارة نيوتن في منصب وكيل وزارة الخارجية البرلماني لحالات الضعف والحماية ومكافحة التطرف في وزارة الداخلية. 
شاركت في مجلس العموم في مشروع قانون صلاحيات التحقيق (اللجنة المشتركة) ولجنة الشؤون الداخلية.
في أبريل من عام 2018، اعترفت أتكينز خلال مقابلة «محرجة» على محطة إل بي سي الإذاعية بأنها لا تعرف عدد ضباط الشرطة في البلاد، على الرغم من كونها وزيرة في وزارة الداخلية. جاء هذا بعد تسريب تقرير وزارة الداخلية الذي خلص إلى أن التخفيضات في أعداد الشرطة «ساهمت على الأرجح» في ارتفاع عدد جرائم العنف الخطيرة.